# Caveman Ugh-Lympics
Caveman Ugh-Lympics est un jeu vidéo de sport développé par Dynamix et publié par Electronic Arts en 1988 sur Commodore 64 et  PC.

## Description
Le jeu simule des jeux olympiques préhistoriques. Il propose plusieurs épreuves. La première est le lancer de femmes. La deuxième épreuve est une course à pied ou les concurrents doivent échapper à un tigre, qui tente de les dévorer, tout en évitant des cactus. Dans la troisième épreuve, les participants doivent parvenir à allumer un feu à l’aide de deux morceaux de bois. Dans la quatrième, les concurrents se trouvent sur une plateforme de pierre, au-dessus du vide, et tentent de faire tomber leurs adversaires ou de les assommer. La cinquième est une course d’orientation à dos de dinosaure. La sixième est une épreuve de saut à la perche au-dessus d’un dinosaure.

## Accueil
| Caveman Ugh-Lympics |      |       |
| Média               | Nat. | Notes |
| Commodore User      | US   | 86 %  |
| Gen4                | FR   | 85 %  |
| The Games Machine   | GB   | 83 %  |
| Tilt                | FR   | 10/20 |
| Zzap!64             | GB   | 80 %  |